# Giuseppe Mezzanotte
Giuseppe Mezzanotte (Chieti, 29 luglio 1855 – Chieti, 12 luglio 1935) è stato uno scrittore italiano. 
Nel 1893 dietro richiesta di Edoardo Scarfoglio scrisse il feuilleton La setta degli spettri per l'appendice de Il mattino.

## Biografia
Nacque da Antonio ed Elisabetta Rotondo; una famiglia della borghesia cittadina. Trascorse l'infanzia a Chieti e compì gli studi nel liceo locale dove conobbe l'intellettuale Pasquale de Virgiliis anch'egli di Chieti (del quale avrebbe poi sposato la figlia Flora il 4 marzo 1886, a Napoli, nella sezione Comunale San Giuseppe) che lo incoraggiò verso la scrittura.
La prima inclinazione fu in realtà verso la pittura, alimentata dalla frequentazione dei giovani Francesco Paolo Michetti e Costantino Barbella. Di questo periodo non rimane pressoché nulla: ci è giunto solo qualche ritratto caricaturale. L'esperienza artistica rimase tuttavia una parentesi all'interno del percorso letterario che Mezzanotte intraprese.
Nel 1874 si trasferì a Napoli per seguire i corsi di giurisprudenza. Come maestri ebbe Francesco de Sanctis, Bertrando Spaventa, Luigi Settembrini, Vittorio Imbriani, Giovanni Bovio.
Durante gli anni trascorsi nella città partenopea la guida di Federico Verdinois gli offrì l'occasione di collaborare con uno dei giornali più importanti dell'epoca, il Corriere del Mattino, diretto da Martino Cafiero, dove conobbe giovani artisti quali Salvatore di Giacomo, Matilde Serao, Ferdinando Russo, Roberto Bracco, Amilcare Lauria, Nicola Misasi ed Edoardo Scarfoglio.
I suoi articoli, che spaziavano da argomenti di carattere letterario a politico, apparvero insieme a numerose novelle anche in La Domenica Letteraria, Il Resto del Carlino, la Gazzetta Letteraria.
Non sempre firmava col proprio nome, ma spesso si nascondeva sotto vari pseudonimi, come quello di Sam Weller (un chiaro omaggio a Charles Dickens), quello bizzarro de Il nipote della serva del signor Lorochefoucauld, o più semplicemente Un Anonimo.
Alcune delle più belle novelle furono poi raccolte e pubblicate con il titolo Meridiano Meridiana Meridiani nel 1884 e con Novelle Sette nel 1889, mentre altri articoli confluirono nel volume Colonne di prosa del 1902.
La sua capacità narrativa raggiunse i migliori risultati nel genere del romanzo con il quale esordì nel 1884 con Checchina Vetromile.
Nel 1887 fu la volta de La tragedia di Senarica, l'opera più famosa e rappresentativa della sua produzione, e subito accolta con grande favore dalla critica. Sotto il nome di Senarica si nascondeva la sua Chieti. Contrariamente a quanto asserito da Benedetto Croce in una recensione del romanzo, Senarica esiste ed è una piccola frazione del comune di Crognaleto in provincia di Teramo.
Nel momento di maggiore riconoscimento si trovò costretto ad abbandonare Napoli e tornare a Chieti. Fu un ritorno doloroso, imposto da una difficile situazione familiare, dalla necessità di accudire i genitori e di occuparsi della gestione dei loro beni. 
Prese ad insegnare e poi a dirigere la Scuola tecnica "Chiarini". Continuò a scrivere per giornali locali novelle e romanzi, e, nonostante fosse tornato a frequentare gli amici Michetti e Barbella, e tramite loro, Gabriele D'Annunzio e Francesco Paolo Tosti (presso il celebre Convento Michetti), si sentiva ormai ai margini dei grandi circuiti culturali.
Negli anni del ritorno in provincia Mezzanotte dovette subire anche le conseguenze di un'amministrazione disattenta, per la quale il padre aveva ridotto ai minimi termini l'asse patrimoniale. Lo scrittore nutrì allora la speranza che la nascita di un maschio, assicurandogli la continuazione del nome, gli avrebbe convogliato in eredità il patrimonio dell'unico zio, Giustino; questi, fratello del padre, aveva tre figli - Luigi, Camillo e Biase - che erano senza eredi. 
A Giuseppe nacque, in effetti, un Giustino. Ma il fato volle che il neonato non fosse destinato a vivere. Morì, infatti, diciannove giorni dopo la nascita, il 25 ottobre 1887. Purtroppo anche la secondogenita Maria Giuseppina, nata il 16 marzo del 1889, morì bambina il 16 maggio 1891; e anche la terzogenita Elisabetta fu portata via dall'epidemia di spagnola. Arrivarono infine Regina, una seconda Maria Giuseppina e Raimonda, sane e vitali, ma destinate, come i figli di Giustino, a non perpetuare il nome di Mezzanotte. 
Giuseppina e Raimonda – maggiormente quest'ultima – ereditarono comunque dal padre la passione per la pittura, e divennero artiste di talento, apprezzate nell'ambiente futurista. Raimonda fu peraltro fidanzata con Filippo Tommaso Marinetti, per un breve periodo.
Nel 1909 e nel 1911 furono pubblicati rispettivamente Il tessuto di Finzioni e L'erede, di chiara ispirazione autobiografica.
Passò gli ultimi anni della sua vita continuando a lavorare, ma ormai lontano dai circoli letterari e dalle città dove si faceva cultura gli fu impossibile pubblicare il frutto della sua ispirazione.
Lasciò varie opere inedite, di cui alcune saranno pubblicate postume: le novelle di I racconti di Samuele Weller, di ispirazione dickensiana, ed il romanzo Serrata di Pian d'Avenna, da cui trarrà anche una sceneggiatura per il cinema.
Si spense il 12 luglio del 1935.

## Opere
- Domiziano e Lidia. Racconto dei tempi di Nerone, Scalpelli, Chieti 1875
- Bozzetti, Tipografia dell'Università, Napoli 1876
- Meridiano, Meridiana, Meridiani, Ricci, Chieti 1884
- Checchina Vetromile, Sommaruga, Roma 1884
- La tragedia di Senarica, Pierro, Napoli 1887
- Novelle sette, Galiani, Chieti 1889
- Ricordi patrii. Strenna per l'inaugurazione dell'acquedotto chietino, a cura di L. Zotti, Ricci, Chieti 1892
- Sullo insegnamento della storia d'Italia nelle scuole tecniche. Considerazioni, Ricci, Chieti 1892
- I tre amori e altre allegre novelle, Marchionne, Chieti 1893
- La setta degli Spettri; D'Angelilli, Napoli 1893
- Diritti e doveri del cittadino italiano, per uso delle scuole, Carabba, Lanciano 1897
- Per le nozze di Elena Marchionne con Giuseppe Alimonte, 14 gennaio 1899
- Colonne di prosa, De Arcangelis, Casalbordino 1902
- La lettura, Di Sciullo, Chieti 1902
- La novella della cesta rinvenuta e interpretata da G. Mezzanotte, Di Sciullo, Chieti 1903
- A Gabriele D'Annunzio, Marchionne, Chieti 1904
- A Gabriele D'Annunzio in un giorno di alta fraternità, Jecco, Chieti 1904
- A Gabriele D'Annunzio e alla città, Ricci, Chieti 1905
- Il fringuello e le cartoline. Versi riservati agli intimi e proibiti alle dame, Di Sciullo, Chieti 1905
- Il tessuto di finzioni, Sten, Torino 1909
- L'Erede in Il Romanzo, supplemento a Le cronache letterarie, n. 64, 25 giugno 1911
- Discorsi, Marchionne, Chieti 1913
- Il diario di un egoista, Stab. Ind. Grafico, Pescara 1915
- Le cento città d'Italia illustrate: Chieti, la città aerea, Sonzogno- Matarelli, Milano 1927
- Le cento città d'Italia illustrate: Pescara, la porta d'Abruzzo, Sonzogno-Matarelli, Milano 1929
- La serrata di Pian d'Avenna, a cura di M. Cimin, Bulzoni, Roma 1991
- I racconti di Samuele Weller, a cura di A. Di Nallo, Bulzoni, Roma 1995